# Шефер, Фриц
Фриц Шефер (нем. Fritz Schäfer; 7 сентября 1912, Пирмазенс, Германия — 15 октября 1973, Людвигсхафен-ам-Райн, ФРГ) — немецкий борец греко-римского и вольного стилей, серебряный призёр Олимпийских игр, трёхкратный чемпион Европы, шестикратный чемпион Германии (1934, 1935, 1937—1940, 1942) по греко-римской борьбе, чемпион Европы, пятикратный чемпион Германии (1935, 1938, 1940, 1942, 1943) по вольной борьбе   

## Биография
Начал заниматься борьбой в 8-летнем возрасте. Боролся за команду AK Pirmasens. 
В 1930 году победил на чемпионате Германии среди молодёжи. В том же году переехал в Цвайбрюккен, начал бороться за клуб VfK Schifferstadt. В 1931 году был третьим на чемпионате Германии по греко-римской борьбе, в 1933 остался четвёртым, в 1934 году в первый раз завоевал звание чемпиона Германии по греко-римской борьбе. В 1935 году стал чемпионом Германии и по вольной, и по греко-римской борьбе, а на чемпионате Европы и в том, и в другом виде был серебряным призёром. В том же году переехал в Людвигсхафен-ам-Райн и начал выступать за SC Siegfried.  
На Летних Олимпийских играх 1936 года в Берлине боролся в весовой категории до 72 килограммов (полусредний вес). По регламенту турнира борец получал в схватках штрафные баллы. Набравший 5 штрафных баллов спортсмен выбывал из турнира. В полусреднем весе борьбу вели 14 борцов.
Фриц Шефер с большим преимуществом победил в пяти встречах, и его смог остановить только в финале Рудольф Сведберг, который в 1935 году выиграл у Шефера чемпионат Европы, и Шефер довольствовался только серебряной медалью. 
| Выступление на Олимпийских играх 1936 года | Выступление на Олимпийских играх 1936 года | Выступление на Олимпийских играх 1936 года | Выступление на Олимпийских играх 1936 года | Выступление на Олимпийских играх 1936 года | Выступление на Олимпийских играх 1936 года | Выступление на Олимпийских играх 1936 года |
| Круг                                       | Соперник                                   | Страна                                     | Результат                                  | Баллы                                      | Всего баллов                               | Время схватки                              |
| ------------------------------------------ | ------------------------------------------ | ------------------------------------------ | ------------------------------------------ | ------------------------------------------ | ------------------------------------------ | ------------------------------------------ |
| 1                                          | Эдгар Пуусепп                              | Эстония                                    | Победа По очкам                            | 3-0 -1                                     | -1                                         |                                            |
| 2                                          | Жан де Фо                                  | Бельгия                                    | Победа Туше                                | 0                                          | -1                                         | 3:49                                       |
| 3                                          | Антун Фишер                                | Югославия                                  | Победа Туше                                | 0                                          | -1                                         | 14:58                                      |
| 4                                          | Сильвио Тоцци                              | Италия                                     | Победа Туше                                | 0                                          | -1                                         | 4:46                                       |
| 5                                          |                                            |                                            |                                            | 0                                          | -1                                         |                                            |
| 6                                          | Эйно Виртанен                              | Финляндия                                  | Победа Туше                                | 0                                          | -1                                         | 1:53                                       |
| Финал                                      | Рудольф Сведберг                           | Швеция                                     | Поражение По очкам                         | 1-2 -3                                     | -4                                         |                                            |

В 1937 году был вторым на чемпионате Германии по вольной борьбе и вновь первенствовал в греко-римской. На чемпионатах Европы 1937 года победил и в том, и в другом виде. Также был чемпионом Европы по греко-римской борьбе два последующие года. В 1938 году стал чемпионом Германии в двух видах, в 1939 только в греко-римской борьбе, в 1940 снова в двух видах. В 1941 не выступал. В 1942 снова взял два золота в двух видах, в 1943 был вторым греко-римской и чемпионом в вольной борьбе.  
По профессии был мясником. Во время войны работал на армейской бойне во Франции. Там попал в плен и вступил в Иностранный легион. C 1945 по 1951 год воюет в составе легиона в Северной Африке и Индокитае. В 1951 году вышел в отставку и поселился во Франции, где во второй раз женился. В Германии при этом он считался пропавшим без вести. В 1972 году овдовел и вернулся в Людвигсхафен-ам-Райн, где осенью 1973 года умер.